# Mesiotelus lubricus
Mesiotelus lubricus är en spindelart som först beskrevs av Simon 1880.  Mesiotelus lubricus ingår i släktet Mesiotelus och familjen månspindlar. Inga underarter finns listade i Catalogue of Life.